# Africando
Africando est un groupe sénégalais de salsa. Africando s'impose dans les discothèques et sur toutes les radios africaines, antillaises et européennes.

## Histoire
Le groupe est formé en 1992 de la rencontre de deux mélomanes, le Sénégalais Ibrahima Sylla (principal producteur de toute la musique ouest-africaine fondateur du label Syllart, mentor de Salif Keïta, d’Ismaël Lô, Alpha Blondy, Baaba Maal, entre autres) et le Malien Boncana Maïga, (flûtiste et arrangeur ayant vécu et étudié au conservatoire de la Havane à Cuba de 1963 à 1973, puis qui a fait partie du groupe Maravillas de Mali, animé l’orchestre de la RTV d'Abidjan, avec Manu Dibango, et participé à la tournée africaine des Fania All Stars) qui ont souhaité faire revivre les rythmes afro-cubains, éclipsés dans les années 1980 par la soul, le funk et le rock. Dans ce groupe, il y a aussi Amadou Balaké. Le groupe a dans sa première formation mis en valeur un trio vocal sénégalais : Médoune Diallo (de l’Orchestra Baobab), Nicolas Menheim (ex-Super Etoile de Dakar, groupe de Youssou N'Dour), et Pape Seck (ex-Star Band de Dakar, qui signe la moitié des compositions).
Les deux premiers albums Trovador (1993) et Tierra Tradicional (1994) associent les langues mandingues, peul, sérère et wolof aux répertoires cubain (Benny Moré, Noro Morales, Miguel Matamoros), mexicain et portoricain, magnifiés par une section cuivre de la salsa new-yorkaise. Un an plus tard, Pape Seck décède prématurément d’un cancer en 1995 à son domicile à Dakar,. Les deux albums suivants Gombo Salsa (qualifié par la presse d'« incontournable ») et Baloba accueillent entre autres Tabu Ley Rochereau, le Guinéen Sékouba Bambino, le Haïtien Eugène Soubou (du groupe de compas Tabou Combo), le Béninois Gnonnas Pedro (qui fut dans son pays le grand pionnier de l’afro-cubain avec son combo « Los Panchos de Cotonou » et décédé le vendredi 12 août 2004), et Ronnie Baró (Orquestra Broadway).
Le dernier album en date du groupe, Viva Africando, sort en 2013. Depuis, le groupe se fait discret sur la scène.

## Discographie
- 1993 : Africando Vol. 1 : Trovador
- 1994 : Africando Vol. 2 : Tierra Traditional
- 1996 : Gombo Salsa
- 1998 : Baloba
- 1998 : El Mejor
- 2000 : Betece
- 2001 : Live!
- 2003 : Martina
- 2006 : Ketukuba
- 2007 : Africando Best-of
- 2013 : Viva Africando